# Ікмадофіла
Ікмадофіла (Icmadophila) — рід лишайників родини Icmadophilaceae. Назва вперше опублікована 1853 року.
В англійській мові вид ікмадофіла пустищна Icmadophila ericetorum має назву «блювота фей» (англ. Fairy Puke). Його талом, схожий на м'ятно-зелену або синювату тонку плівку, іноді поцятковану рожевими апотеціями розміром 6 мм.
Він агресивно росте поверх мохів на добре перегнилих деревах та торфі. Виглядає дуже виразно, але його можна плутати з видами Dibaeis.

## Галерея

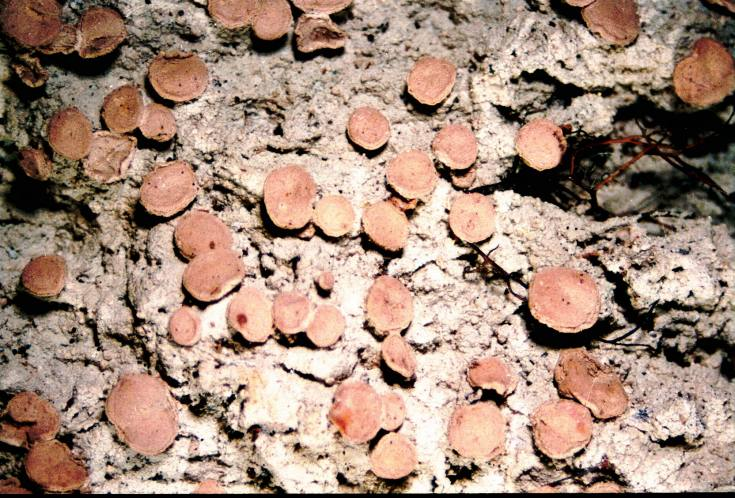
Icmadophila ericetorum
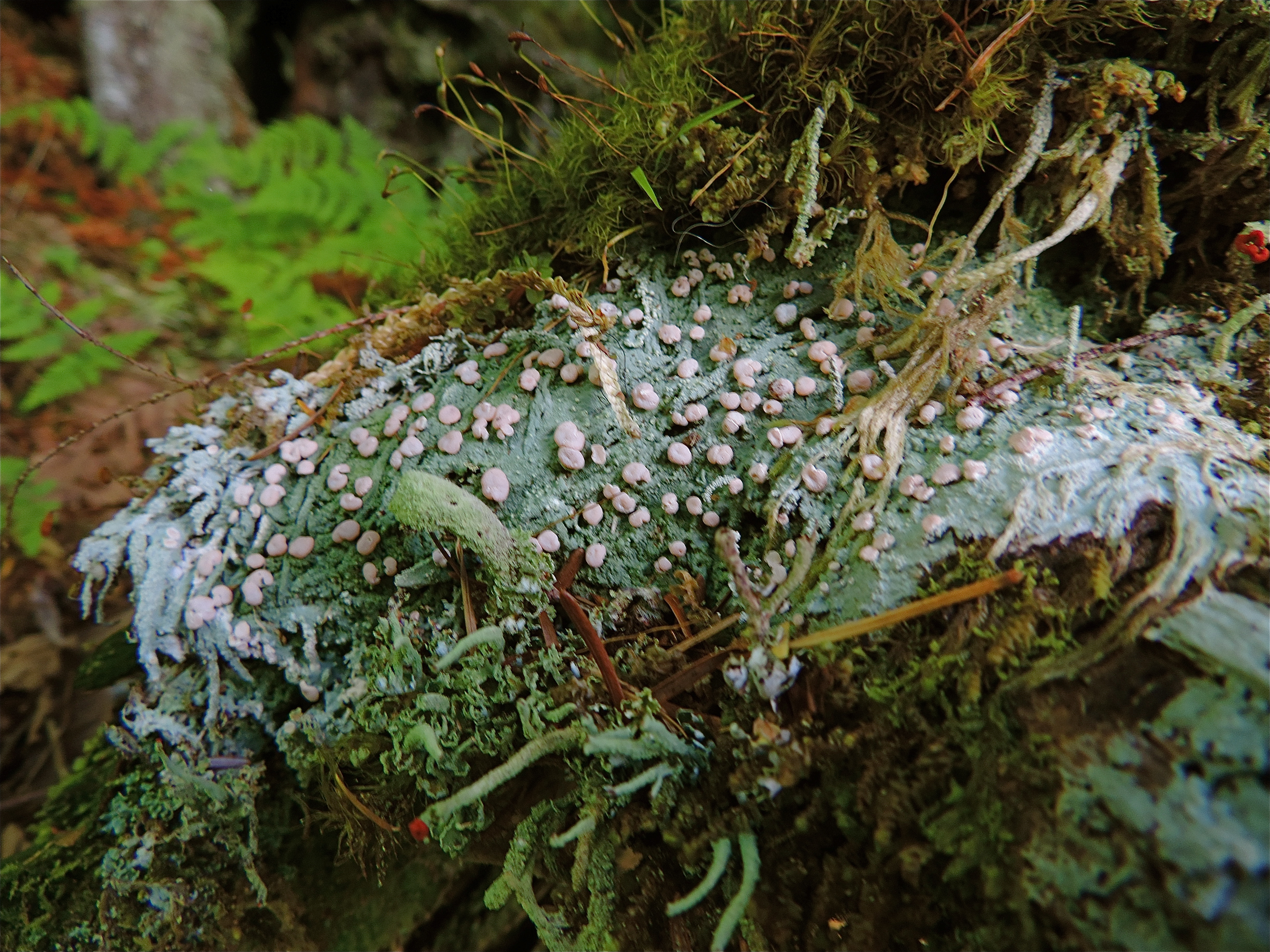
Icmadophila ericetorum
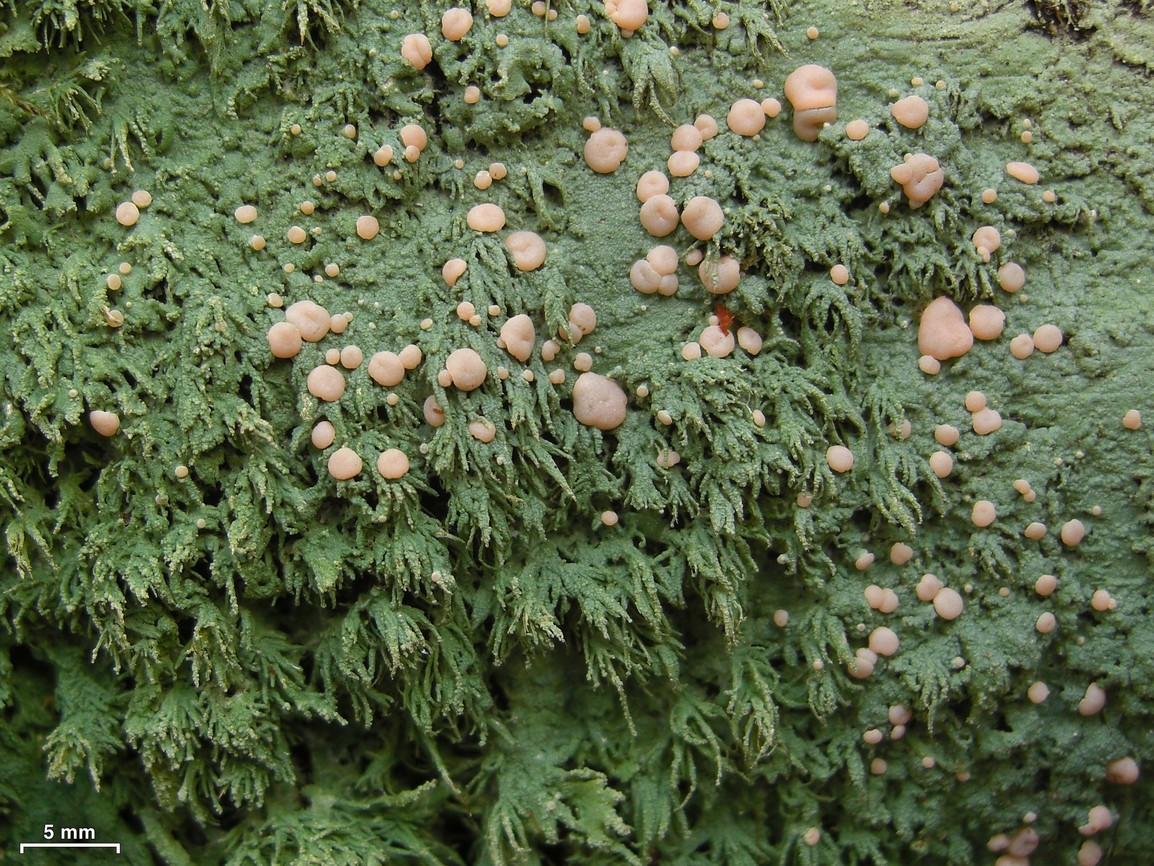
Icmadophila ericetorum